# گرابینا راجویووووسکا
گرابینا راجویووووسکا (به لهستانی:  Grabina Radziwiłłowska) یک روستا در لهستان است که در گمینا پوشچا ماریانگسکا واقع شده‌است.